# Crabbea angustifolia
Crabbea angustifolia är en akantusväxtart som beskrevs av Christian Gottfried Daniel Nees von Esenbeck. Crabbea angustifolia ingår i släktet Crabbea och familjen akantusväxter. Inga underarter finns listade i Catalogue of Life.